# Ontwikkelingsfonds voor vrouwen van de Verenigde Naties
Het Ontwikkelingsfonds voor vrouwen van de Verenigde Naties (UNIFEM, Engels: United Nations Development Fund for Women, Frans: Fonds de développement des Nations unies pour la femme, Spaans: Fondo de Desarrollo de las Naciones Unidas para la Mujer) werd in december 1976 opgericht als het Vrijwillige Fonds voor het Decennium van de Vrouw van de Verenigde Naties in het Internationaal Jaar van de Vrouw. 
UNIFEM bood financiële en technische ondersteuning aan innovatieve programma's en strategieën ter bevordering van de mensenrechten, politieke participatie en economische veiligheid van vrouwen. Vanaf 1976 ondersteunde de organisatie de bevordering van vrouwenrechten en gendergelijkheid via haar programmakantoren, en via banden met vrouwenorganisaties in de belangrijkste regio's van de wereld. Het werk op het gebied van genderbewuste budgetten begon in 1996 in zuidelijk Afrika en breidde zich later uit naar Oost-Afrika, Zuidoost-Azië, Zuid-Azië, Centraal-Amerika en de Andesregio. Het doel was om binnen het VN-systeem meer bekendheid te geven aan genderbewuste budgetten als instrument om het economisch bestuur in alle landen te versterken. 
In 2011 fuseerde UNIFEM met een aantal kleinere organisaties tot UN Women.

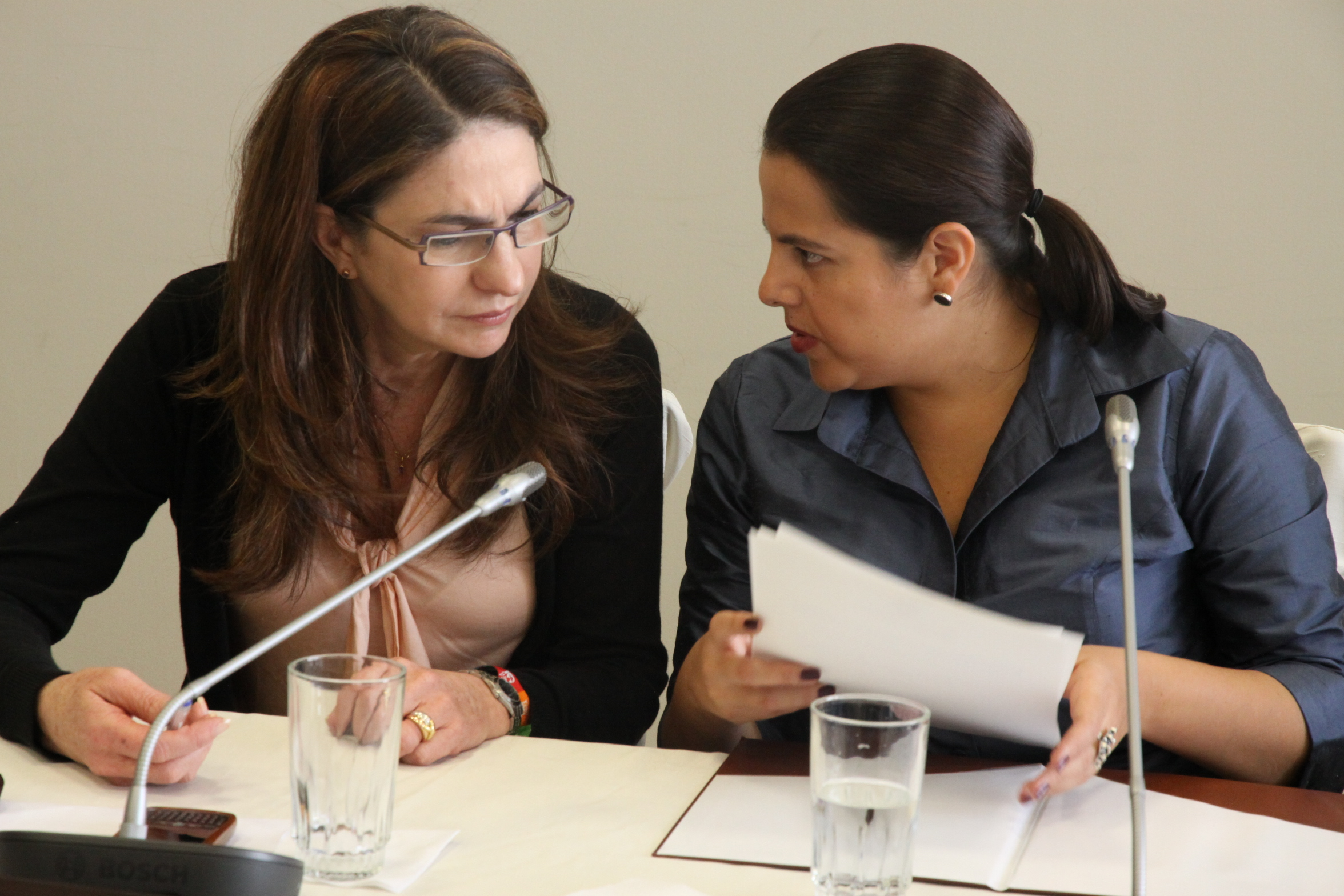
Bijeenkomst in Ecuador 2010

## Doel en werkwijze
UNIFEM was een autonome organisatie die nauw samenwerkte met het Ontwikkelingsprogramma van de Verenigde Naties (UNDP), hoewel bepaald was dat de middelen van het fonds een aanvulling en geen vervanging moesten zijn voor de verantwoordelijkheden van andere ontwikkelingssamenwerkingsorganisaties van de Verenigde Naties. UNIFEM hielp bij de financiering van projecten die vrouwen en hun gezinnen ondersteunden. UNIFEM ontwikkelde een strategie om vrouwen bij te staan agenten voor verandering te worden in plaats van ontvangers van liefdadigheid. UNIFEM hielp ook om ervoor te zorgen dat VN-programma’s de richtlijnen volgden die waren ontwikkeld door het Verdrag inzake de uitbanning van alle vormen van discriminatie van vrouwen (CEDAW).
UNIFEM was betrokken bij de erkenning van vrouwenrechten als mensenrechten. Het pleitte voor gendergelijkheid over de hele wereld en zag vrouwenrechten ook als een kwestie van vrede en veiligheid.
UNIFEM werkte met een budget van vrijwillige bijdragen aan de organisatie. De organisatie was gevestigd in New York. Verschillende landen en regio's hadden eigen commissies binnen UNIFEM. Volgens de Canadese politicus Stephen Lewis was UNIFEM een van de kleinere agentschappen bij de VN en stond het lager in de hiërarchie van de VN.

## Geschiedenis
De oprichting van UNIFEM was beïnvloed door de Eerste Wereldvrouwenconferentie in 1975. Wereldregeringen zagen de noodzaak in om middelen te investeren in de aanpak van vrouwenkwesties na de Eerste Conferentie. Het Vrijwilligersfonds van de Verenigde Naties voor het Decennium voor Vrouwen (UNVFDW) werd in december 1976 opgericht door de Algemene Vergadering van de Verenigde Naties, direct na de conferentie. Margaret Snyder begon in 1978 als leider van deze organisatie.

### Jaren 80
De UNVFDW kreeg in februari 1985 een uitgebreid mandaat van de Algemene Vergadering en werd het Ontwikkelingsfonds voor vrouwen van de Verenigde Naties (UNIFEM). Volgens resolutie 39/125 moest het nieuwe fonds activiteiten ondersteunen en bepleiten die op innovatieve en stimulerende wijze vrouwen in ontwikkelingslanden een stem en zichtbaarheid zouden geven.  De financiering van UNIFEM-projecten is tussen 1985 en 1988 verdubbeld.

### Jaren 90
In de jaren negentig verbreedde UNIFEM zijn werkdomein. De organisatie begon een campagne om ‘vrouwenrechten als mensenrechten’ te definiëren, en om te benadrukken dat geweld tegen vrouwen ook een kwestie van economische ontwikkeling is. UNIFEM huurde onderzoekers in zoals Roxanna Carrillo om aan te tonen hoe geweld tegen vrouwen verband houdt met een gebrek aan toegang van vrouwen tot economische kansen. De campagne voor ‘vrouwenrechten als mensenrechten’ was bijzonder effectief. UNIFEM begon met het werken aan projecten om gendergerelateerd geweld te verminderen en ook om het bewustzijn over het probleem te vergroten.
Om zich te richten op de problemen van mensen in Afrika werd African Women in Crisis (AFWIC) opgericht door UNIFEM. AFWIC hielp vrouwen die ontheemd waren geraakt door geweld of noodsituaties in hun eigen land. AFWIC bouwde voort op het werk dat Laketch Dirasse in Oost-Afrika was begonnen.
Het werk van UNIFEM heeft geholpen bij het bepalen van de kwesties die in 1995 tijdens de Vierde Wereldvrouwenconferentie aan de orde kwamen. Vrouwen op de conferentie besloten dat het belangrijk was dat zij formele macht eisden om direct betrokken te zijn bij het maken van publieke beleid.
UNIFEM heeft een trustfonds opgericht om drieëntwintig projecten te ondersteunen ter bestrijding van gendergerelateerd geweld en oorlogsmisdaden tegen vrouwen. Het fonds begon in 1997 met de financiering van projecten.

## Uitvoerende directeuren
De uitvoerende directeuren van de organisatie zijn:
| Nr | Directeur               | Land van afkomst | Termijn   |
| -- | ----------------------- | ---------------- | --------- |
| 4. | Inés Alberdi            | Spanje           | 2007–2014 |
| 3. | Noeleen Heyzer          | Singapore        | 1994–2007 |
| 2. | Sharon Capeling-Alakija | Canada           | 1989–1994 |
| 1. | Margaret C. Snijder     | Verenigde Staten | 1978–1989 |